# Комарницький Тарас Іванович
Тара́с Іва́нович Комарни́цький — полковник Збройних сил України.

## Життєпис
Закінчив суворовське училище, у збройних силах з 1993 року. Брав участь у миротворчій місії в Іраку.
Керував блокпостом, мали завдання поставити «опорну точку» далеко від основних сил, у бою були загиблий й поранені, нічний марш та ар'єргардне зіткнення. Комарницькому прострелило одну ногу, другу посікло осколками.

## Нагороди
- 14 листопада 2014 року за особисту мужність і героїзм, виявлені у захисті державного суверенітету та територіальної цілісності України, вірність військовій присязі під час російсько-української війни — нагороджений орденом Богдана Хмельницького ІІІ ступеня.
- 14 квітня 2023 року за особисту мужність, виявлену у захисті державного суверенітету та територіальної цілісності України, самовіддане виконання військового обов'язку — нагороджений орденом Богдана Хмельницького ІІ ступеня[1].